# Mały Wołek
Mały Wołek (niem. Kleine Ochsen Berg, 774 m n.p.m.) – niezbyt wybitna kulminacja w Rudawach Janowickich, położona na północnym zboczu Wołka.

## Położenie
Mały Wołek znajduje się w północnej części głównego grzbietu Rudaw Janowickich, na północnym zboczu Wołka. W tym miejscu grzbiet rozgałęzia się. Ku północnemu zachodowi odchodzi Zamkowy Grzbiet z Miedzianymi Skałami i zamkiem Bolczów, ku północy Hutniczy Grzbiet z kulminacją Piaskowej oraz grzbiet bez nazwy zakończony Miedzianą Górą.

## Budowa geologiczna
Cały masyw Wołka położony jest w obrębie bloku karkonosko-izerskiego, w strefie kontaktu granitowego masywu karkonoskiego i jego wschodniej osłony. Zachodnia część zbudowana jest z granitu karkonoskiego, przeważnie odmiany granofirowej, z żyłami aplitów. Skały magmowe powstały w karbonie. Wschodnią część masywu tworzą skały metamorficzne powstałe w starszym paleozoiku – łupki serycytowe, serycytowo-kwarcowe, skaleniowo-kwarcowe, łupki grafitowe, fyllity oraz najmłodsze, powstałe w wyniku przeobrażenia starszych skał przez intrudujący granit – hornfelsy.

## Roślinność
Szczyt i zbocza porastają lasy świerkowe oraz mieszane (świerkowo-bukowe).

## Ochrona przyrody
Wzniesienie położone jest na obszarze Rudawskiego Parku Krajobrazowego.

## Turystyka
Przez szczyt przebiega  żółty szlak turystyczny z Janowic Wielkich oraz niebieski ze Szwajcarki.